# About Time (Ten Years After)
About Time är ett album av det brittiska rockbandet Ten Years After, utgivet 1989. Det var bandets första nyinspelade album sedan 1974 års Positive Vibrations och spelades in efter att bandet tillfälligt återförenats 1988.

## Låtlista
1. "Highway of Love" - 5:13
2. "Let's Shake It Up" - 5:14
3. "I Get All Shook Up" - 4:38
4. "Victim of Circumstance" - 4:29
5. "Goin' to Chicago" - 4:22
6. "Wild Is the River" - 3:53
7. "Saturday Night" - 4:06
8. "Bad Blood" - 7:09
9. "Working in a Parking Lot" - 4:52
10. "Outside My Window" - 5:47
11. "Waiting for the Judgement Day" - 4:30

## Medverkande
- Chick Churchill - keyboard
- Alvin Lee - gitarr, sång
- Ric Lee - trummor
- Leo Lyons - bas
- Nick Carls - sång
- Jimi Jamison - sång